# Ahmed Ali Al-Imam
Scheich Ahmed Ali Al-Imam (arabisch أحمد علي الإمام, DMG Aḥmad ʿAlī al-Imām; geb. 1945 in Dongola im Nordsudan; gest. 2012 in Khartum) war ein sudanesischer Politiker und islamischer Religionsgelehrter. Er war Berater des sudanesischen Präsidenten für islamische „Fundamentalisierungsfragen“, Leiter des Islamischen Fiqh-Rates im Sudan und Mitglied der Internationalen Union Muslimischer Gelehrter (IUMS) sowie des European Council for Fatwa and Research (ECFR).

## Leben und Wirken
Al-Imam studierte zunächst an der Islamischen Universität Omdurman und promovierte dann an der Universität von Edinburgh mit einer Arbeit über die verschiedenen Lesarten des Korans. In seinem Buch Variant Readings of the Qur'an: A Critical Study of Their Historical and Linguistic Origins (Unterschiedliche Lesarten des Korans: Eine kritische Studie über ihre historischen und sprachlichen Ursprünge) versucht er, das Wesen der sieben Ahruf, in denen der Koran offenbart wurde, und den Grund für die unterschiedlichen Lesarten der Qurra des Korans zu untersuchen.
Von 1990 bis 1998 war er Direktor der Universität des Heiligen Korans (Ǧāmiʿat al-Qurʾān al-Karīm), einer der neuen vom sudanesischen Regime gegründeten Universitäten für Islamische Studien, deren Ziel es war, neue Kader islamischer Gelehrter hervorzubringen. Danach wurde er Präsident des staatlichen Islamischen Fiqh-Rates (Maǧmaʿ al-Fiqh al-Islāmī), eines Gremiums, das danach strebte, die islamische Autorität im Sudan zu vereinheitlichen, sowie Berater des Präsidenten in „Fundamentalisierungsfragen“. In dieser Funktion beriet er nicht nur den Präsidenten, sondern alle Regierungsbehörden bei der Frage, wie sie das Wissen, auf das sie sich stützen, und tatsächlich alle ihre Aktivitäten am besten mit den Usūl al-fiqh, also der islamischen Rechtstheorie, in Einklang bringen können. Al-Imam war einer der Unterzeichner der Botschaft aus Amman (2004).

## Publikationen (Auswahl)
Ahmed Ali Al-Imam hat zahlreiche Forschungsarbeiten in arabischer und englischer Sprache auf dem Gebiet der Koran- und Islamwissenschaften verfasst.
englisch
- Variant Readings of the Qur'an: A Critical Study of Their Historical and Linguistic Origins. International Institute of Islamic Thought, Herndon 2006, ISBN 1-56564-421-2 (iiit.org [PDF; 1,4 MB] – Exzerpt der Dissertation, Edinburgh 1998).

arabisch
- Das Volk des Gedenkens und Die Arenen des Dschihad
- Moderne Ansichten zur Rechtsprechung des Dschihad
- Märtyrertum und das Leben der Märtyrer
- Die Anwendung des islamischen Rechts und seine Auswirkungen auf die Reform der Gesellschaft
- Die Anwendung des islamischen Rechts in einer multikonfessionellen und multikulturellen Gesellschaft